# NGC 7789
NGC 7789 je velmi bohatá otevřená hvězdokupa v souhvězdí Kasiopeji vzdálená od Země přibližně 7 600 světelných let. Objevila ji Caroline Herschel v roce 1783.

## Pozorování

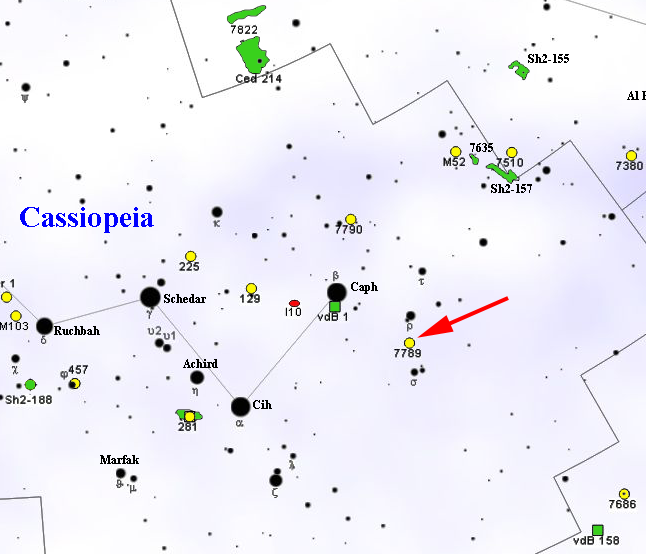
Poloha NGC 7789 v souhvězdí Kasiopeji

Hvězdokupu je možné snadno najít necelý jeden stupeň jihovýchodně od oranžové hvězdy ρ Cassiopeiae (žlutý hyperobr s magnitudou 4,1), která se nachází 2,5° jihozápadně od hvězdy Caph (β Cas). Hvězdokupa není viditelná pouhým okem, ale pomocí triedru se ukáže jako téměř kruhová světlá skvrna. Při pozorování malým dalekohledem je možné se pokusit o rozlišení některých jejích jasnějších hvězd, ale dokonale v ní všechny její hvězdy ukáže až dalekohled o průměru 200 mm nebo větším. Její nejjasnější hvězda je desáté magnitudy, ale do 13. magnitudy obsahuje další desítky hvězd, takže dalekohled s průměrem 200 mm a větším je k pozorování hvězdokupy vhodnější. Na západním okraji hvězdokupy leží hvězda 9. magnitudy, která však není členem této hvězdokupy.
Hvězdokupa má velkou severní deklinaci, což je velká výhoda pro pozorovatele na severní polokouli, kde je hvězdokupa cirkumpolární, a to až do nižších středních zeměpisných šířek. Naopak na jižní polokouli vychází pouze nízko nad obzor a jižně od tropického pásu není viditelná vůbec. Nejvhodnější období pro její pozorování na večerní obloze je od srpna do ledna.

## Historie pozorování
Hvězdokupu objevila Caroline Herschel v roce 1783 pomocí zrcadlového dalekohledu o průměru 4,2 palce a oznámila to svému bratru Williamovi. Jeho syn John ji později znovu pozoroval a zařadil ji do svého katalogu mlhovin a hvězdokup General Catalogue of Nebulae and Clusters pod číslem 2284.

## Vlastnosti
NGC 7789 je velmi bohatá a hustá hvězdokupa tvořená několika stovkami hvězd. Její vzdálenost od Země se odhaduje na 7 620 světelných let, takže patří do vnitřní části ramene Persea, což je jedno ze dvou největších spirálních ramen Mléčné dráhy.
Stáří hvězdokupy je poměrně velké, odhaduje se na 1,7 miliardy let, nebo trochu méně, a proto můžeme vyloučit její fyzickou souvislost s velkými a mladými OB asociacemi, které tímto směrem vidíme, protože se nacházejí ve stejném galaktickém rameni Persea. Mnoho jejích hmotných hvězd patří do větve rudých obrů, u dalších již v jádře probíhá fúze helia. Méně hmotné hvězdy jsou zatím na hlavní posloupnosti. Výzkum metalicity těchto hvězd ukázal, že poměrný výskyt železa je u nich podobný metalicitě Slunce.
Ve hvězdokupě bylo celkem nalezeno téměř 700 členů s magnitudou 15,5 a jasnějších. Díky vysoké hustotě ve střední oblasti hvězdokupy některé hvězdy podstoupily vzájemné sloučení a vytvořily tak modré opozdilce. Hvězdokupy tohoto typu jsou užitečné k porozumění různých způsobů vývoje hvězd.
Výzkum zaměřený na hledání exoplanet pomocí přechodů nalezl ve hvězdokupě 14 hvězd vykazujících změny jasu, které by mohly být způsobeny přechodem planet. Navíc bylo objeveno několik obyčejných dlouhoperiodických kataklyzmických proměnných hvězd.